# Lace Market

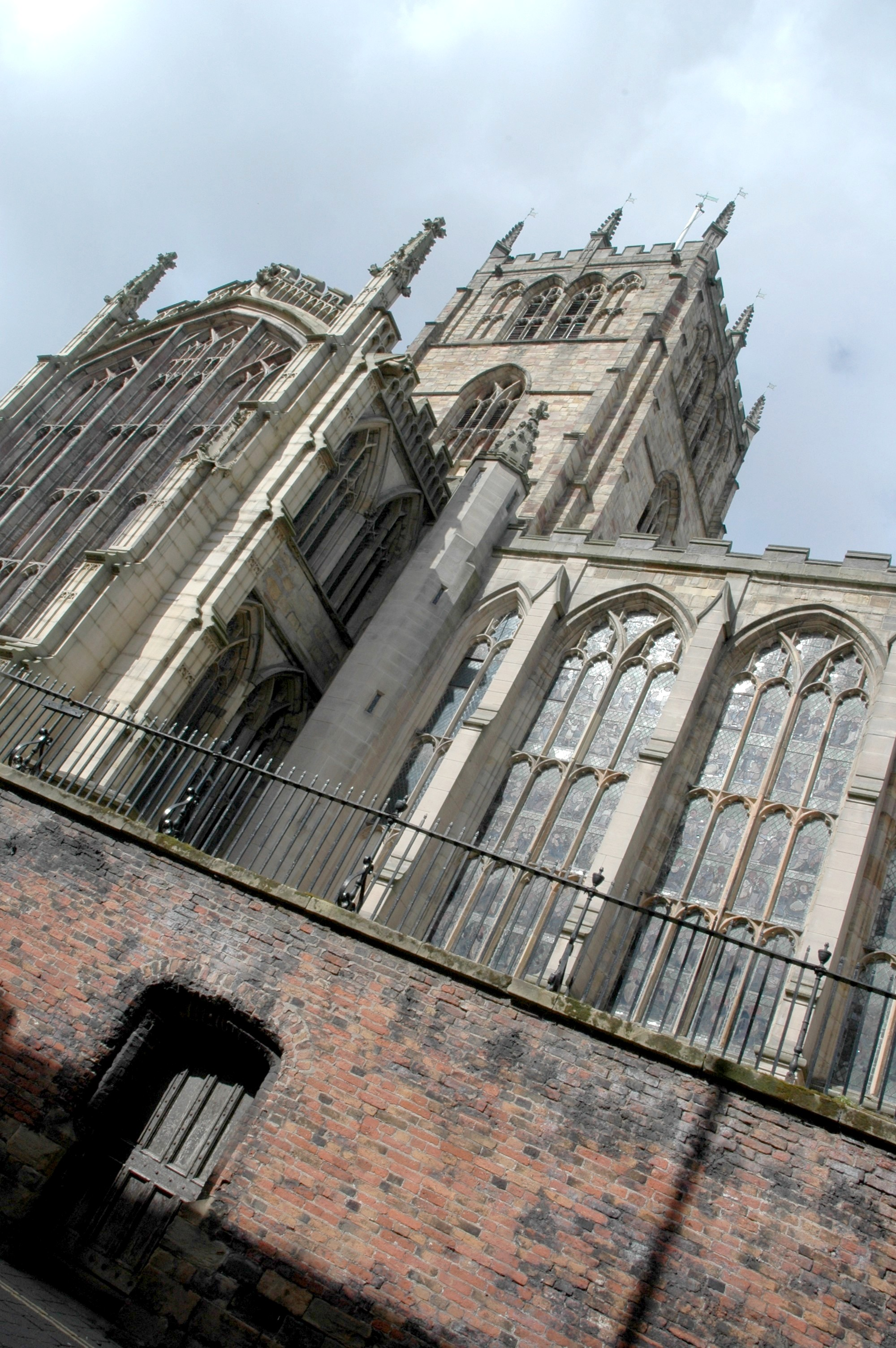
L'église catholique de Lace Market.

Lace Market est un quartier de Nottingham, en Angleterre.